# Bodberget Björsjö
Bodberget Björsjö este o arie protejată (arie specială de conservare — SAC, sit de importanță comunitară — SCI) din Suedia întinsă pe o suprafață de 187,1 ha, integral pe uscat.

## Localizare
Centrul sitului Bodberget Björsjö este situat la coordonatele 63°00′54″N 15°14′58″E / 63.0151°N 15.2495°E.

## Înființare
Situl Bodberget Björsjö a fost declarat sit de importanță comunitară în ianuarie 2002 pentru a proteja 1 specie de plante. Situl a fost protejat și ca arie specială de conservare în martie 2011.

## Biodiversitate
Situată în ecoregiunea boreală, aria protejată conține 4 habitate naturale: Taiga vestică, Păduri fino-scandinave bogate în ierburi cu Picea abies, Mlaștini împădurite, Mlaștini turboase de tranziție și turbării mișcătoare.
La baza desemnării sitului se află o specie protejată de  plante: Ranunculus lapponicus.